# Îmbrăcămintea în armata romană

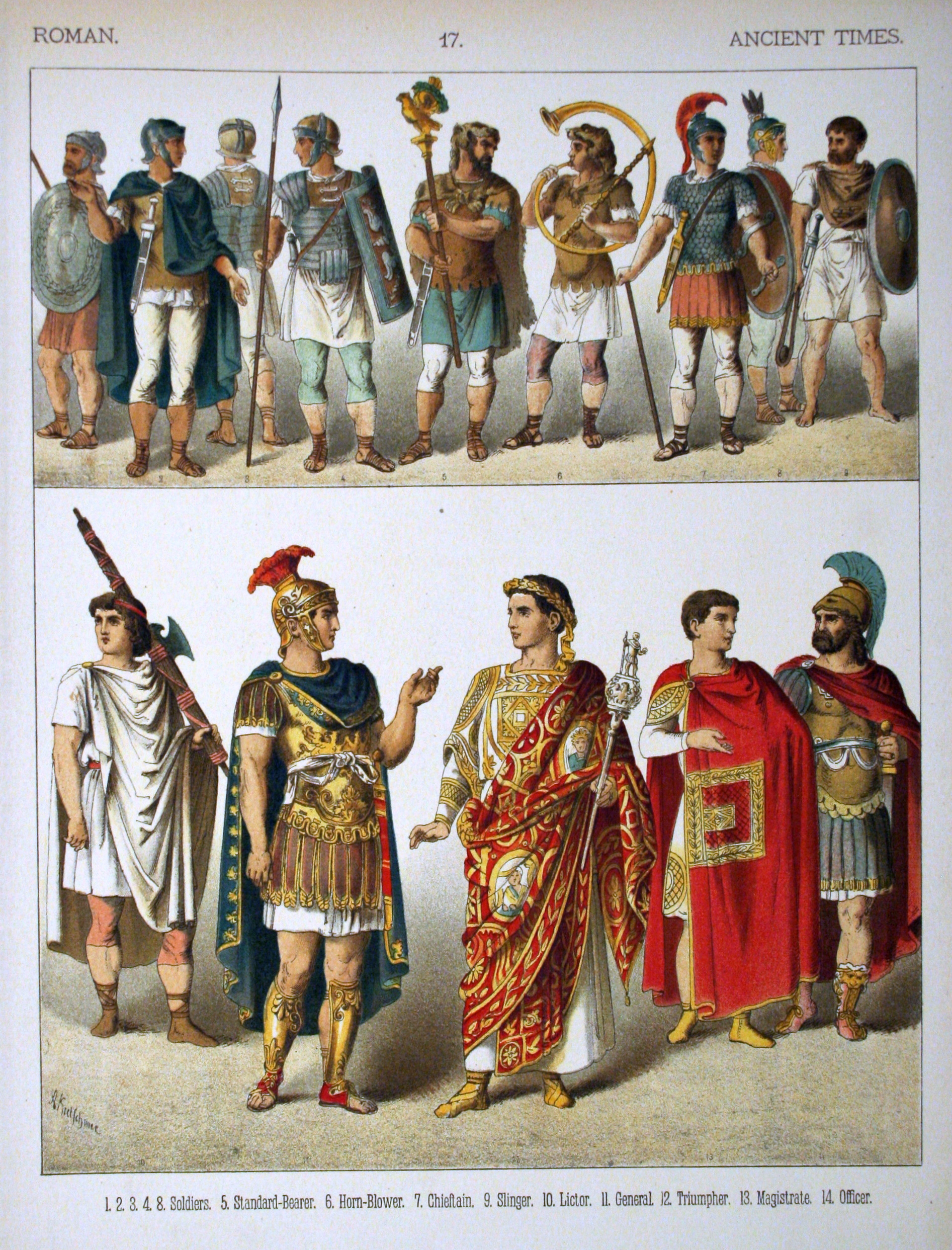
Costume romane pictate de Albert Kretschmer

Îmbrăcămintea în armata romană reprezintă îmbrăcămintea pe care o purtau soldații romani. A fost acordată o mare atenție armurii și echipamentului roman, în schimb îmbrăcămintea a fost practic ignorată. Ideea că soldații romani au purtat doar tunică și ghete (adăugate la echipament) este greșită.

### Tunica
În lumea romană și greacă haina principală a unui civil roman era o tunică până la genunchi, purtată fără pantaloni, deoarece aceștia erau considerați un obiect de îmbrăcăminte al barbarilor. Scriitorul roman Gellius scria că primele tunici nu aveau mâneci, iar pe cele cu mânecă lungă le considerau ridicole. Cea mai mare parte a evidențelor sculpturale sunt cuprinse între domnia lui Tiberius și cea a lui Hadrian. Tunica militară era asemănătoare cu cea civilă și a rămas îmbrăcămintea obișnuită a soldaților romani până la începutul secolului III d.H. Aceasta era, de obicei, strânsă cu o centură care ajungea până la genunchi. O copie a unui papirus din Egipt menționează furnizarea de îmbrăcăminte și o păturică pentru armata din Capadoccia de către țesătorii din Philadelphia (modernul Alașehir). În acest document apare și o tunică cu lungimea de 3 coți și jumătate (1,55 metri), largă de 1,4 metri. Acesta cântărea aproximativ 1,6 kilograme și costa 24 de drachmae. Acest model este comparabil cu unul dintre cele mai mari tunici descoperite la Nahal Hever, în Israel. Costul acestei tunici poate fi comparat cu deducția din încasarea lui C. Messius de la Masada, datată ca fiind din 72 d.Hr. Soldatului Q. Iulius Proclus i se deduceau 205,5 de drachmae pe an pentru îmbrăcăminte.
Modelul tuncii era, în esență simplu: două bucăți pătrate identice de material, de obicei din lână sau in.Unele tunici aveau mânecile destul de scurte, deși unele sculpturi în care apar cavaleriști sugerează că acestea aveau mânecile lungi. Cel puțin unele dintre tuncile infanteriștilor puteau fi purtate cu umărul și brațele dezgolite.
Efectele crizei începute la sfârșitul secolului II d.Hr. pot fi văzute în costul crescut ilustrat de prețul emis în 301 d.Hr., în timpul domniei lui Dioclețian. Aici este menționat faptul că există trei clase de tunici militare, costând 1000, 1250 și 1500 de denarii.

### Clavi
Clavi, sau faugustus clavus, erau benzi decorative situate în mijlocul tunicii. Cu timpul clavus și-a pierdut importanța. Apoi, clavus a devenit mai elaborată: pentru cavaleri era o bandă îngustă care se întindea peste fiecare umăr, până la tivul de pe tunică sau de pe dalmatica descinsă. Folosirea unei clavi purpurie este atestată în „Historia Augusta” și pe picturile de la Dura-Europos. Clavi erau țesute în fabrici în timpul manufacturii. La mons Claudianus, majoritatea clavi-lor de pe fragmentele textile aveau o lățime cuprinsă între 1 și 4 centimetri. Clavi erau uneori decorate și unele exemple erau largi de șapte centimetri.
Clavus erau împărțite în: 
- latus clavus, pentru senatori
- angustus clavus, pentru ordinul ecvestru[5]

### Braccae
Atât pantalonii lungi, cât și scurți erau cunoscuți sub numele de bracae sau braccae(ἀναχυρίδες). Înainte de romani, aceștia au fost folosiți de mezi, indieni și sciți, de fapt erau comuni tuturor poparelor care se aflau în jurul grecilor și romanilor, de la Indian până la Oceanul Atlantic. Cuvântul ,,braccae” este același cu scoțianul ,,breeks” și englezescul ,,breeches”. Pretorienii pe un monument datat circa 148 d.H., ridicat de Antoninus Pius, sunt reprezentați purtând lorica segmentata și braccae.

### Mantii, pelerine și centuri
Balteus
Balteus sau cingulum militare, era la început un mijloc de distribuire a greutății de pe platoșa purtătorului. Balteus era simbolul mândriei unui soldat, cu sau fără uniformă. Cele mai frecvente centuri din primul secol d.Hr. reprezintă un model simplu, care avea cercuri concentrice, sau o protuberanță bombată, sau din mai multe cercuri ridicate. Centura a început să aibă un aspect diferit după anul 130 d.Hr.
Mantii și pelerine
Existau două modele principale de mantii purtate de soldații de rând: sagum și paenula . Acestea se aflau în contradicție cu paludamentum, care erau folosite de generali și ofițeri superiori. Această diferență dintre soldații de rând și ofițeri exista încă de pe vremea republicii, după cum spunea Titus Livius. Paenula exista încă de pe vremea etruscilor, deși originile acesteia sunt chiar mai timpurii. Sagum era deschisă în față și de obicei, fixată pe umeri cu o încheiatură.